# Giovanni De Rosis
Giovanni De Rosis (diocesi di Como, 1538 – Roma, 31 gennaio 1610) è stato un architetto e gesuita italiano.
Fu uno dei protagonisti nell'imponente attività edificatoria della compagnia di Gesù nella seconda metà del XVI secolo.

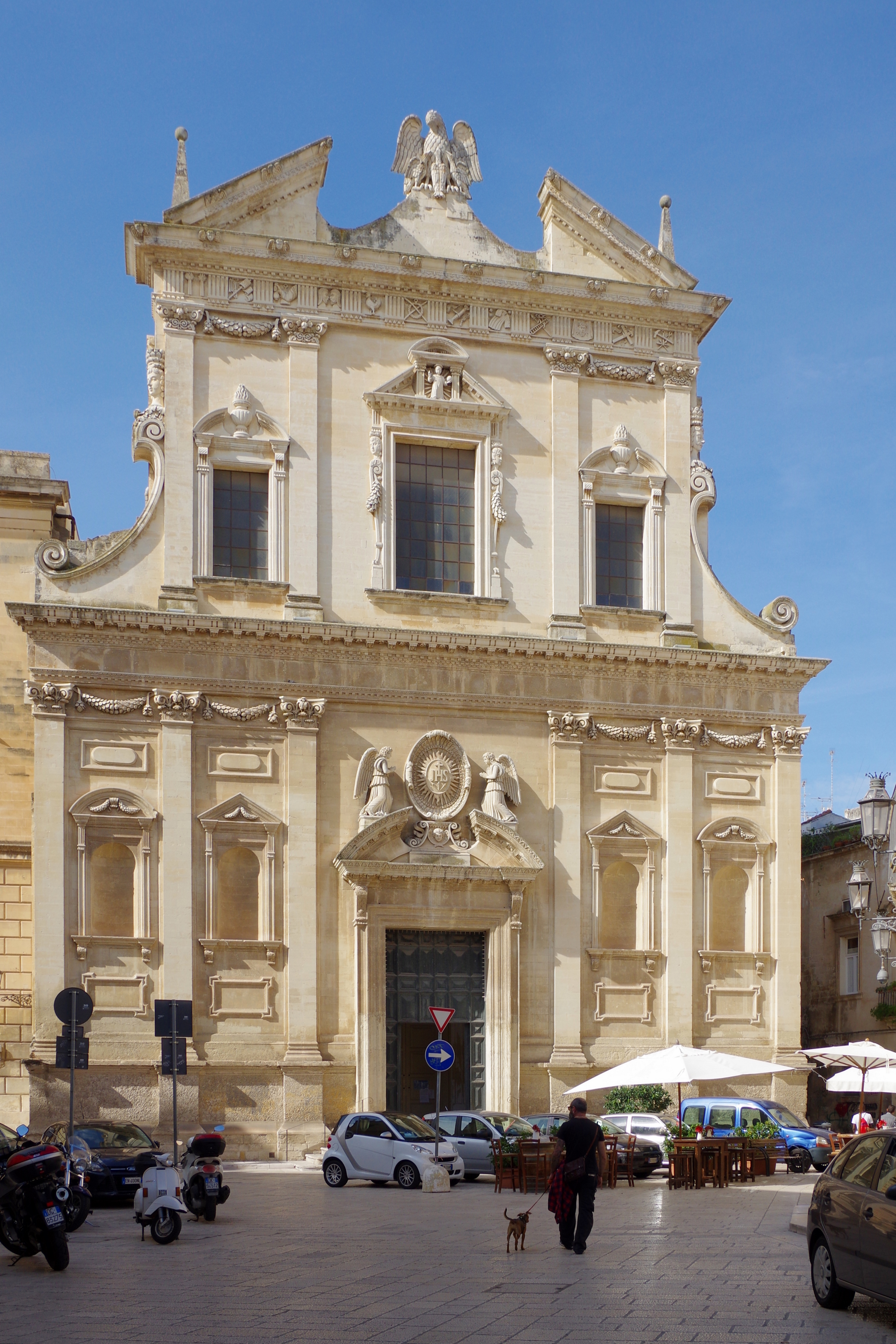
Chiesa del Gesù a Lecce; facciata

## Biografia
Non si conoscono le circostanze della sua formazione, forse legata al territorio di origine visto che a 18 anni al suo ingresso al noviziato di Loreto, portò con sé vari disegni di architettura.
Nel 1560 fu destinato a Roma, dove studiò al Collegio Romano e divenne collaboratore di Giovanni Tristano.
Nel 1565 si trasferì nel collegio di Nola, dove nel 1568 progettò la sua prima opera autonoma, la chiesa del Gesù, seguendone i lavori fino al 1570. 
Nel 1568 progettò un ampliamento del collegio gesuitico di Napoli, progettato da Tristano dieci anni prima dal Tristano e l'altar maggiore della chiesa. Tutto il complesso gesuitico fu poi demolito e sostituito da uno più ampio. Divenuto "architectus provinciae"  per il Regno di Napoli, realizzò il complesso gesuitico di Catanzaro (poi ampiamente alterato) e la chiesa del Gesù di Lecce. 
Nel 1575 venne chiamato a Roma come successore di Tristano nell'ufficio di "consiliarius aedificiorum" con il compito di indirizzare attività edilizia gesuitica nei decenni successivi. Questo suo ruolo rende difficile identificare i suoi diretti interventi progettuali. Gli vengono attribuiti i progetti per la chiesa dei Ss. Pietro e Paolo di Cracovia,  la chiesa gesuitica di Sezze (1600-1622), la chiesa del Gesù a Montepulciano (1609). Sicuramente partecipò al processo costruttivo di tanti altri complessi, soprattutto nell'Italia centrale.
Nel suo compito di coordinamento dimostrò abilità progettuale e organizzativa, orientando la pratica edilizia dell'Ordine, verso una standardizzazione tipologica a uso della Compagnia. Si conservano infatti una serie di sue planimetrie ideali contenute in un suo campionario di disegni architettonici (codice γ I.150 nella Raccolta Campori nella Bibl. Estense di Modena).
Era anche valente ingegnere idraulico e fu consulente anche di diverse commissioni papali istituite per regolamento idraulico del Tevere e del lago Trasimeno ed ebbe un ruolo di primo piano nella progettazione degli interventi idraulici che furono attuati nel Ferrarese sotto i pontificati di Clemente VIII e Paolo V.

## Opere
- Chiesa del Gesù a Nola ( 1568- 1570), Caratterizzata da una pianta rettangolare  con  un'abside e tre cappelle laterali per lato, differenziate per dimensioni; l'asse trasversale  acquista un'imiportanza equivalente a quello longitudinale in uno dei primi esempi di  impianto longitudinale centralizzato, che  avrebbe conosciuto fortuna nell'architettura del Seicento.
- Chiesa del Gesù a Lecce dove utilizzò il tipico schema gesuitico della pianta rettangolare, senza transetto e con cappelle laterali.
- Chiesa della Sacra Famiglia a Sezze.